# Medieval: Total War
Medieval: Total War is het tweede deel in de computerspellenserie Total War. Het spel speelt zich af in de late middeleeuwen in Europa, Noord-Afrika en het Midden-Oosten. De speler kan als koning oorlogen en allianties aangaan met andere koninkrijken om zo zijn gebied uit te breiden. Het doel van het spel is om een imperium op te bouwen.

## Gameplay
Medieval: Total War is gebaseerd op de bouw van een imperium. Het richt zich op de oorlog, religie en politiek van de tijd om uiteindelijk te leiden in de verovering van de bekende wereld van die tijd. 
Net als bij het vorige Total War spel, Shogun: Total War, heeft het spel een turn-based campagne waarmee de speler legers kan verplaatsen over provincies, waarbij diplomatieke en religieuze keuzes gemaakt moeten worden. De tweede is een real-time slagveld, waar de speler de eerder verplaatste legers aanvoert om tegen de vijand te vechten. Wanneer een vijandig leger kruist met het vriendelijke leger, kan gekozen worden om te vluchten, zelf het gevecht te spelen of om de computer het gevecht te laten spelen door middel van auto resolve.

## Ontwikkeling
Het spel werd op 3 augustus 2001 aangekondigd onder de werktitel Crusader: Total War. De ontwikkeling van het spel begon meteen na de uitgave van Shogun: Total War. later in het ontwikkelingsproces werd besloten om de naam te wijzigen naar Medieval: Total War, aangezien dit de inhoud van het spel beter beschreef. Medieval: Total War werd ook verder uitgebreid met een tijdspanne van de 11e eeuw tot de 15e eeuw en met verscheidene historische veldslagen die de nagespeeld kunnen worden. Ter vergelijking met het vorige spel werd het oppervlak van het gebied om de  legers in te verplaatsen tijdens gevechten groter gemaakt en werd de troepenlimiet per leger opgehoogd naar 10.000 mannen. Aan de mappen in de campagne map werden meer omgevingsobjecten toegevoegd dan in Shogun: Total War, zoals dorpen, bomen, steden, rivieren, bergen, etc.
Op 26 juni 2002 werd er een demonstratievideo van het spel uitgegeven waarin tutorials en gevechten werden vertoond. Het spel lag in de Verenigde Staten op 20 augustus 2002 in de winkel en 10 dagen later in Europa.

## Uitbreidingen
Op 7 januari 2003 werd de uitbreiding genaamd Medieval: Total War: Viking Invasion bekendgemaakt. De uitbreiding bevat onder andere een nieuwe campagne waarin de speler als viking kan spelen en zo het vasteland van Europa en de Britse Eilanden kon veroveren. De uitbreiding werd op 6 mei 2003 uitgebracht en kreeg erg positieve recensies, onder andere 84% op Metacritic.
In 2004 werd door Sega een combinatie van de uitbreiding en het spel uitgegeven onder de naam Medieval: Total War Battle Collection. Dit werd zowel gedaan met de volgende Total War-spellen als met het eerste spel, Shogun: Total War.

## Ontvangst
Het spel werd uiterst positief ontvangen door zowel consument als critici. De game ontving onder andere een 9,25 op Game Informer, een 9 op Eurogamer en een 88% score op GameRankings, Waardoor het spel positiever werd beoordeeld dan zijn voorganger. Medieval: Total War werd vooral geprezen om zijn vele strategische opties en mogelijkheden tijdens de veldslagen.

## Trivia
- Het spel is opgenomen in het boek 1001 Video Games You Must Play Before You Die van Tony Mott.